# Обединена ВТБ лига
Обединена ВТБ лига е баскетболен турнир, обединяващ най-силните отбори от североизточна Европа. От 2014 г. лигата е най-висшата дивизия на руския баскетбол. В рейтинга на ФИБА Европа е втора по сила след шампионата на Испания.

## История
Турнирът е основан през 2008 г., като първото издание се казва „Промо купа“. Този тестов сезон е спечелен от ПБК ЦСКА Москва. През 2009 г. лигата става постоянна и отново ЦСКА взима титлата. В сезон 2010/11 БК Химки печели, побеждавайки „армейците“ на финала. Това е единственото шампионство на тим, различен от ПБК ЦСКА Москва. Доминацията на московчани продължава и до сезон 2019/20.
През юли 2014 г. турнирът е обединен с Професионална баскетболна лига на Русия и всички елитни руски отбори преминават във ВТБ Лигата.

## Регламент
Лигата стартира с 8 отбора през 2008 г., които играят по 1 мач в директни елиминации. През сезон 2009/10 е въведена групова фаза, от която първите два тима играят във финалната фаза „Final four“, включваща 1/2-финалите и финалите. Отборите са разширени до 12 през 2010/11, като регламентът се запазва. Следва ново разширение, като вече тимовете са 22, а от 2011/12 – 20 тима в 2 групи. Въведени са редовен сезон и плейофна фаза. В сезон 2012/13 плейофните правила са въведени и във Final four – всеки тим играе до три победи срещу съперника си в елиминациите. През 2014/15 тимовете са намалени на 16, състезаващи се в една група в редовния сезон. Към сезон 2021/22 тимовете са 10.

## Участници
В шампионата участват 8 отбора от Русия. С по 1 представител са Беларус и Казахстан. В миналото в Обединената ВТБ лига са играли отбори от Чехия, Украйна, Литва, Грузия, Латвия, Финландия, Полша и Естония.

### Отбори през сезон 2021/22
| Страна    |   | Клуб            | Град            |
| --------- | - | --------------- | --------------- |
| Русия     | 8 | Автодор         | Саратов         |
| Русия     | 8 | Енисей          | Красноярск      |
| Русия     | 8 | Зенит           | Санкт-Петербург |
| Русия     | 8 | Красный Октябрь | Волгоград       |
| Русия     | 8 | Локомотив-Кубан | Краснодар       |
| Русия     | 8 | Нижни Новгород  | Нижни Новгород  |
| Русия     | 8 | УНИКС           | Казан           |
| Русия     | 8 | ЦСКА            | Москва          |
| Беларус   | 1 | Цмоки-Минск     | Минск           |
| Казахстан | 1 | Астана          | Астана          |

## Шампиони
|  | Промокупа на лигата |

| Сезон               | Домакинство на финалите  | Финал                    | Финал                            | Финал                    | Мач за 3-то място        | Мач за 3-то място        | Мач за 3-то място        |
| Сезон               | Домакинство на финалите  | Злато                    | Резултат                         | Сребро                   | Бронз                    | Резултат                 | 4-то място               |
| ------------------- | ------------------------ | ------------------------ | -------------------------------- | ------------------------ | ------------------------ | ------------------------ | ------------------------ |
| 2008 – 09 Повече    | Москва промо             | ЦСКА                     | 70:66                            | Химки                    | БК Киев                  | 86:73                    | Динамо                   |
| 2009 – 10 Повече    | Каунас                   | ЦСКА                     | 66:55                            | УНИКС                    | Жалгирис                 | 78:72                    | Химки                    |
| 2010 – 11 Повече    | Казан                    | Химки                    | 66:64                            | ЦСКА                     | УНИКС                    | 95:75                    | Азовмаш                  |
| 2011 – 12 Повече    | Вилнюс                   | ЦСКА                     | 74:62                            | УНИКС                    | Лиетувос Ритас           | 91:83                    | Локомотив-Кубан          |
| 2012 – 13 Повече    | Москва Краснодар         | ЦСКА                     | 3:1 (72:65, 64:54, 58:69, 59:54) | Локомотив-Кубан          | Жалгирис                 | Няма                     | Химки                    |
| 2013 – 14 Повече    | Москва Нижни Новгород    | ЦСКА                     | 3:0 (65:54, 86:59, 82:66)        | Нижни Новгород           | УНИКС                    | Няма                     | Лиетувос Ритас           |
| 2014 – 15 Подробнее | Москва Химки             | ЦСКА                     | 3:0 (89:62, 94:81, 99:69)        | Химки                    | Локомотив-Кубан          | Няма                     | Нижни Новгород           |
| 2015 – 16 Подробнее | Казан Москва             | ЦСКА                     | 3:1                              | Уникс                    | Зенит                    | Няма                     | Химки                    |
| 2016/2017 Подробнее | Москва Химки             | ЦСКА                     | 3:0 (94:88, 99:79, 95:72)        | БК Химки                 | БК Зенит                 | Няма                     | Локомотив-Кубан          |
| 2017/2018 Подробнее | Москва                   | ЦСКА                     | 95:84                            | БК Химки                 | БК Зенит                 | 93:79                    | УНИКС                    |
| 2018/2019 Подробнее | Москва Химки             | ЦСКА                     | 3:0 (106:85, 103:92, 80:62)      | БК Химки                 | УНИКС                    | Няма                     | БК Зенит                 |
| 2019/2020 Подробнее | Първенството на завършва | Първенството на завършва | Първенството на завършва         | Първенството на завършва | Първенството на завършва | Първенството на завършва | Първенството на завършва |

## Награди
След края на всеки сезон в лигата се избира най-полезен играч (MVP) в редовния сезон и в плейофите. От сезон 2012/13 се дават награди за най-добър млад баскетболист и за най-добър играч от всяка държава, участваща с тим в турнира. През 2013/14 за първи път се присъжда приз за най-добър треньор през сезона, както и за най-добър „шести“ играч, започвал повече от половината срещи в сезона от скамейката.

### Най-полезен играч
| MVP в редовния сезон | MVP в редовния сезон | MVP в редовния сезон | MVP на плейофа     | MVP на плейофа |
| Сезон                | MVP                  | Отбор                | MVP                | Отбор          |
| 2008                 | Не се избира         | Не се избира         | Рамунас Шишкаускас | ЦСКА           |
| 2009/10              | Виктор Хряпа         | ЦСКА                 | Джон Роберт Холдън | ЦСКА           |
| 2010/11              | Рамел Къри           | Азовмаш              | Виталий Фридзон    | Химки          |
| 2011/12              | Андрей Кириленко     | ЦСКА                 | Андрей Кириленко   | ЦСКА           |
| 2012/13              | Ърл Роуланд          | ВЕФ                  | Виктор Хряпа       | ЦСКА           |
| 2013/14              | Андрю Гудлок         | УНИКС                | Милош Теодосич     | ЦСКА           |
| 2014/15              | Нандо Де Коло        | ЦСКА                 | Андрей Воронцевич  | ЦСКА           |
| 2015/2016            | Нандо Де Коло        | ЦСКА                 | Милош Теодосич     | ЦСКА           |
| 2016/2017            | Алексей Швед         | БК Химки             | Нандо Де Коло      | ЦСКА           |
| 2017/2018            | Нандо Де Коло        | ЦСКА                 | Серхио Родригес    | ЦСКА           |
| 2018/2019            | Алексей Швед         | БК Химки             | Никита Курбанов    | ЦСКА           |

### Най-добър млад играч
| Сезон   | Играч            | Отбор    | Линк  |
| ------- | ---------------- | -------- | ----- |
| 2012/13 | Сергей Карасьов  | Триумф   | [ 2 ] |
| 2013/14 | Дмитрий Кулагин  | Триумф   | [ 3 ] |
| 2013/14 | Едгарас Улановас | Нептунас | [ 3 ] |
| 2014/15 | Янис Тима        | ВЕФ      | [ 4 ] |

### Най-добър треньор
| Сезон   | Треньор           | Отбор | Линк  |
| ------- | ----------------- | ----- | ----- |
| 2013/14 | Римас Куртинайтис | Химки | [ 5 ] |
| 2014/15 | Димитрис Итудис   | ЦСКА  | [ 6 ] |